# Liste der U-Bahnhöfe in Gelsenkirchen
Die Liste der U-Bahnhöfe in Gelsenkirchen nennt U-Bahnhöfe auf dem Stadtgebiet von Gelsenkirchen. Es handelt sich um insgesamt sieben Stationen der Stadtbahn als Teil des Nahverkehrs in Gelsenkirchen. Die Linien 301 und 302 werden von Bogestra und die 107 von der Ruhrbahn/Bogestra betrieben.

## Liste
| U-Bahnhof                            | Eröffnungsdatum | Linien           | Bild |
| ------------------------------------ | --------------- | ---------------- | ---- |
| U-Bahnhof Trinenkamp                 | 29. Mai 1994    | 301              |      |
| U-Bahnhof Bergwerk Consolidation     | 29. Mai 1994    | 301              |      |
| U-Bahnhof Bismarckstraße             | 29. Mai 1994    | 301              |      |
| U-Bahnhof Leipziger Straße           | 29. Mai 1994    | 301              |      |
| U-Bahnhof Musiktheater               | 29. Mai 1994    | 301              |      |
| U-Bahnhof Heinrich-König-Platz       | 1984            | 107, 301 und 302 |      |
| U-Bahnhof Gelsenkirchen Hauptbahnhof | 1984            | 107, 301 und 302 |      |